# Chalcoporos Rupēs
Le Chalcoporos Rupēs sono una struttura geologica della superficie di Marte.